# Oreonetides sajanensis
Oreonetides sajanensis là một loài nhện trong họ Linyphiidae.
Loài này thuộc chi Oreonetides. Oreonetides sajanensis được Kirill Yuryevich Eskov miêu tả năm 1991.